# Nofal Guliyev
Nofal Guliyev (ázerbájdžánsky Nofəl Zahid oğlu Quliyev) (4. října 1963 Şirvan - 13. října 1991 Todan) byl ázerbájdžánským národním hrdinou a bojovníkem války o Karabach.

## Život
Narodil se 4. října 1963 v Şirvanu. V roce 1981 absolvoval gymnázium. V letech 1982-1983 sloužil v Ázerbájdžánských ozbrojených silách. Po vojenské službě od roku 1984 do roku 1990 pracoval v Tumenu. V prosinci 1990 vstoupil do zvláštních sil Ministerstva vnitra Ázerbájdžánské republiky, aby se podílel na ochraně územní celistvosti Ázerbájdžánu.

## Vojenská činnost
Podílel se na bitvách proti arménským ozbrojeným silám ve Füzuli, Goranboy a Náhorním Karabachu. V každé bitvě si vybíral nejtěžší postavení, snažil se být dobrým příkladem pro kamarády a bojoval proti nepřátelským silám. Dne 15. července 1991 Arméni napadli vesnici Todan s výkonnou vojenskou technikou. Nofel se snažil evakuovat civilisty z bojiště a převedl vesničany na bezpečné místo. Pak se vrátil, aby se zúčastnil bitvy kolem vesnice. V bitvě u Todana byl vojáky arménské armády zabit.

## Národní hrdina
Po smrti mu byl podle vyhlášky ázerbájdžánského prezidenta ze dne 5. února 1993 udělen titul Národní hrdina Ázerbájdžánu.